# Breuberg
Breuberg è una città tedesca situata nel land dell'Assia.